# Mentes József
Mentes József (Sopronkövesd, 1925. április 17. – Szeged, 1996. július 26.) Jászai Mari- és Aase-díjas magyar színész, érdemes művész, a Szegedi Nemzeti Színház örökös tagja.

## Életpályája
A Színház- és Filmművészeti Főiskolán szerzett diplomát. Pályafutását Miskolcon kezdte 1950-ben, majd 1952-től a Magyar Néphadsereg Színházának művésze volt. 1955-ben elszerződött Szolnokra, a Szigligeti Színházhoz, 1956-tól haláláig a Szegedi Nemzeti Színház társulatának megbecsült színművésze volt. A szegedi teátrum örökös tagjai közé választották.

## Díjak
- Jászai Mari-díj (1965)
- Érdemes művész (1985)
- Aase-díj (1990)

## Fontosabb színházi szerepei
- Svejk (Jaroslav Hašek – Burian: Svejk)
- Argan (Molière: A képzelt beteg)
- Nusbaun (Görgey Gábor: Galopp a Vérmezőn)
- Mahinyin (Mihalkov: A hab)
- Polonius (William Shakespeare: Hamlet)
- Cymbeline (William Shakespeare: Cymbeline)
- IV. Henrik (William Shakespeare: IV. Henrik)
- Miller (Friedrich Schiller: Ármány és szerelem)
- Luka (Makszim Gorkij: Éjjeli menedékhely)
- Perrin (Sütő András: Csillag a máglyán)

## Filmjei
- Álljon meg a menet! (1973) – Gyárigazgató
- Egy kis hely a nap alatt (1973) – PB titkár
- Makra (1974)
- A járvány (1975) (1976-ban mutatták be) – Dókus
- Pókfoci (1976) – Igazgatóhelyettes
- Dübörgő csend (1977)
- Illetlenek (1977)
- Nyúlkerék (1977)
- Petőfi (mini sorozat, 1977) – Felsőbüki Nagy Pál
- Ballagás (1980) – Igazgató
- Mint oldott kéve (tévésorozat, 1983) – III. Emigráns
- Skatulyácska királykisasszony (1985) – Fidibusz
- Boldog ünnepeink (1991)

## Szinkronszerepei
| Év   | Cím                   | Szinkron év |
| ---- | --------------------- | ----------- |
| 1954 | A Zsurbin-család      | 1955        |
| 1954 | Erősebb az éjszakánál | 1955        |